# NGC 6350
NGC 6350 (другие обозначения — UGC 10800, MCG 7-35-64, ZWG 225.99, ZWG 226.1, PGC 60046) — линзообразная галактика (S0) в созвездии Геркулес.
Этот объект входит в число перечисленных в оригинальной редакции «Нового общего каталога».